# Kuruvinakoppa, Ron
Kuruvinakoppa là một làng thuộc tehsil Ron, huyện Gadag, bang Karnataka, Ấn Độ.